# Alternativa Sindical de Trabajadores
Alternativa Sindical de Clase (ASC) es un sindicato español constituido en 1993.

## Historia
El sindicato A.S.T. cuyas primeras siglas fueron las de T.A.F.P. (Trabajadores Afectados por el Fondo de Pensiones), se constituye en 1993 para poder demandar a la empresa Telefónica de España que, en colaboración estrecha con CCOO y UGT, redujeron drásticamente a los trabajadores la Previsión Social, en particular suprimiendo la Institución Telefónica de Previsión (ITP) y reduciendo la cobertura del Seguro Colectivo de Supervivencia.
En esos años, se incrementó la separación de los sindicatos mayoritarios con una parte importante de los trabajadores, que veían como estas organizaciones, sin conocer con exactitud a cambio de qué, se ponían cada vez más a favor de la empresa.
La discrepancia que generaba en la estructura sindical el que unos defendieran a los trabajadores y otros se plegaran a la empresa, llevó a las cúpulas sindicales a abrir expedientes sancionadores que fueron desde la expulsión del sindicato a la suspensión de militancia.
Tras las sanciones impuestas, se presentan a las elecciones sindicales en 1995 donde reciben el apoyo de cerca de 2.000 trabajadores de Madrid, con un total de 28 delegados (8 del Comité de Empresa y 20 delegados sindicales).
Posteriormente, en las elecciones sindicales de 1999 el respaldo dado por los trabajadores se incrementó hasta llegar a los 34 delegados (10 del Comité y 24 delegados sindicales).
En el año 2003 se presentan candidaturas en 13 provincias españolas, obteniendo 54 delegados, siendo el sindicato mayoritario en Madrid (21 de 45 delegados), Barcelona (12 de 31 delegados) y obteniendo en total 5.300 votos.
En las elecciones de 2023, perdieron el apoyo de gran parte de la plantilla que les votaba, perdiendo la representación en el comité intercentros. Actualmente se encuentran en una debacle, que pude llevarle a su desaparición.

## Modelo sindical
El modelo sindical basado en cúpulas burocráticas que gestionan los derechos y condiciones laborales de los trabajadores, sin dar participación ni consultar, y que imponen desde arriba y a su particular criterio los ritmos y objetivos de movilización para el conjunto de los trabajadores, ha demostrado con creces su fracaso. Se centra la acción sindical en los siguientes puntos:

### Protagonismo de los trabajadores
En la elaboración de las plataformas reivindicativas, en los objetivos de lucha, en la organización de la misma y en la toma de decisiones sobre cualquier tema que afecte a los trabajadores.

## Independencia de las organizaciones sindicales
Eliminación de todo tipo de privilegio o subvención, tanto del Gobierno como de la Empresa y que condiciona cualquier proceso de negociación en perjuicio de los trabajadores. La transparencia de las cuentas de los sindicatos, a través de su publicación anual de ingresos y gastos es un signo de esta independencia.
Además todos los medios disponibles (local, teléfono, ordenadores, página web, etcétera) se financian exclusivamente a través de las cuotas de los afiliados, no siendo estas cuotas cargadas en nómina a fin de que la empresa no pueda disponer de datos sindicales de los trabajadores.

## Los delegados sindicales
Para Alternativa Sindical de Trabajadores, los delegados sindicales:
- Deben estar ligados a su puesto de trabajo, lo que supone la eliminación de los liberados. Como excepción existen destacados dirigentes que están fuera de la empresa como consecuencia de despido disciplinario.
- Deben publicar sus ingresos anuales en la empresa, si fuera necesario.
- No deben convertirse en privilegios las garantías de funcionamiento que concede el Estatuto de los Trabajadores a los sindicalistas.
- No deberán aceptar cargo alguno.
- No firmarán, ni negociarán ningún acuerdo con la empresa sin consultar a los trabajadores.
- No deben realizar horas extras.

## Sindicalismo reivindicativo y de clase
Pretenden recuperar el papel de los comités de empresa como órgano unitario de todos los trabajadores, a través de su funcionamiento efectivo, conectado a la democracia participativa y asamblearia marcada por los trabajadores y alejado del sindicalismo burocrático y de empresa. Pretende que los derechos sindicales sean derechos para todos los trabajadores en los centros de trabajo y no prebendas para las cúpulas sindicales u organizaciones.

## Coordinación con otras orientaciones sindicales
Como medio de unidad y organización del conjunto de los trabajadores que sufren los efectos de los acuerdos patronal/sindicatos y para coordinar las lucha por defender sus derechos dentro de un marco más amplio al de la empresa, trabajan junto a otras organizaciones alternativas al sindicalismo del sistema existentes en otras empresas (EMT, IBERIA, Casa de la Moneda, ABC, Trabajadores de la Enseñanza Pública, Sanidad Pública, etcétera).
AST, además forma parte de la Coordinadora Sindical de Madrid (CSM), de la Coordinadora Sindical de Clase (CSC) a nivel nacional y participa en la Federación Sindical Mundial (FSM).